# Далит (месторождение)
Далит (англ. Dalit) — газовое месторождение в Израиле в акватории Средиземного моря. Открыто в марте 2009 года. Начальные запасы газа составляет 20 млрд м³.
Месторождение расположено в 54 км от берега; глубина моря в этом месте составляет 1285 м. Газоносность связана с отложениями раннего миоцена.
Оператором месторождения является американская нефтяная компания Noble Energy (36 %). Другими партнерами Noble Energy являются компании: Isramco Negev 2 (28,75 %), Delek Drilling (15,625 %), Avner Oil Exploration (15,625 %), Dor Gas Exploration (4 %).